# Natació sincronitzada al Campionat del Món de natació de 2015 – Rutina de duet tècnic
La prova de rutina de duet tècnic es va celebrar el 26 de juliol de 2015 a Kazan, Rússia. Tant la preliminar com la final es va disputar el mateix dia 26.

## Resultats
La preliminar es va disputar a les 09:00. i la final a les 17:30.

   *   Classificades
| Posició | Nedadora        | País                                    | Preliminar | Preliminar | Final     | Final   |
| Posició | Nedadora        | País                                    | Puntuació  | Posició    | Puntuació | Posició |
| ------- | --------------- | --------------------------------------- | ---------- | ---------- | --------- | ------- |
| 1       | Rússia          | Natalia Isxenko Svetlana Romaixina      | 94.5715    | 1          | 95.4672   | 1       |
| 2       | R.P. de la Xina | Huang Xuechen Sun Wenyan                | 92.2791    | 2          | 93.3279   | 2       |
| 3       | Japó            | Yukiko Inui Risako Mitsui               | 90.3504    | 3          | 92.0079   | 3       |
| 4       | Ucraïna         | Lolita Ananasova Anna Voloxina          | 90.2596    | 4          | 91.6770   | 4       |
| 5       | Espanya         | Clara Camacho Ona Carbonell             | 89.3526    | 5          | 90.0157   | 5       |
| 6       | Canadà          | Jacqueline Simoneau Karine Thomas       | 87.6537    | 6          | 89.4176   | 6       |
| 7       | Itàlia          | Linda Cerruti Costanza Ferro            | 87.6477    | 7          | 87.5775   | 7       |
| 8       | Grècia          | Evangelia Koutidi Evangelia Platanioti  | 84.1564    | 9          | 85.3878   | 8       |
| 9       | França          | Laura Augé Margaux Chrétien             | 84.9664    | 8          | 84.7751   | 9       |
| 10      | Mèxic           | Karem Achach Nuria Diosdado             | 83.1534    | 10         | 83.8304   | 10      |
| 11      | Àustria         | Anna-Maria Alexandri Eirini Alexandri   | 82.3507    | 12         | 83.5146   | 11      |
| 12      | Estats Units    | Anita Alvarez Mariya Koroleva           | 83.0493    | 11         | 83.5089   | 12      |
| 13      | Corea del Nord  | Kang Un-ha Kim Un-a                     | 82.0469    | 13         |           |         |
| 14      | Brasil          | Luisa Borges Maria Miccuci              | 81.7065    | 14         |           |         |
| 15      | Kazakhstan      | Alexandra Nemitx Iekaterina Nemitx      | 80.9472    | 15         |           |         |
| 16      | Txèquia         | Soňa Bernardová Alžběta Dufková         | 80.6425    | 16         |           |         |
| 17      | Suïssa          | Sophie Giger Sascia Kraus               | 80.1645    | 17         |           |         |
| 18      | Argentina       | Etel Sánchez Sofía Sánchez              | 79.8065    | 18         |           |         |
| 19      | Belarús         | Irina Limanouskaia Veronika Iesipovitx  | 79.1333    | 19         |           |         |
| 20      | Israel          | Anastasia Gloushkov Ievgeniia Tetelbaum | 79.0927    | 20         |           |         |
| 21      | Eslovàquia      | Naďa Daabousová Jana Labáthová          | 77.9122    | 21         |           |         |
| 22      | Colòmbia        | Estefania Álvarez Monica Arango         | 77.9068    | 22         |           |         |
| 23      | Egipte          | Samia Ahmed Dara Hassanien              | 75.1661    | 23         |           |         |
| 24      | Regne Unit      | Jodie Cowie Genevieve Randall           | 74.6512    | 24         |           |         |
| 25      | Uzbekistan      | Iúlia Kim Anastasia Ruzmetova           | 73.9526    | 25         |           |         |
| 26      | Turquia         | Defne Bakırcı Mısra Gündeş              | 72.7531    | 26         |           |         |
| 27      | Xile            | Kelley Kobler Natalie Lubascher         | 72.2984    | 27         |           |         |
| 28      | Austràlia       | Bianca Hammett Nikita Pablo             | 72.0011    | 28         |           |         |
| 29      | Singapur        | Stephanie Chen Mei Qi Li Fei Debbie Soh | 71.6715    | 29         |           |         |
| 30      | Aruba           | Anouk Eman Kyra Hoevertsz               | 71.2453    | 30         |           |         |
| 31      | Bulgària        | Daniela Bozadzhieva Hristina Damyanova  | 71.1065    | 31         |           |         |
| 32      | Veneçuela       | Oriana Carillo Greisy Gómez             | 71.0905    | 32         |           |         |
| 33      | Corea del Sud   | Uhm Ji-wan Won Ji-soo                   | 69.4136    | 33         |           |         |
| 34      | Portugal        | Ana Baptista María Queiroga             | 68.6962    | 34         |           |         |
| 35      | Costa Rica      | Fiorella Calvo Natalia Jenkins          | 68.2496    | 35         |           |         |
| 36      | Hong Kong       | Cho Man Yee Nora Michelle Hoi Ting Lau  | 65.7396    | 36         |           |         |
| 37      | Sud-àfrica      | Emma Manners-Wood Laura Strugnell       | 65.3539    | 37         |           |         |
| 38      | Cuba            | Cristy Alfonso Melissa Alonso           | 64.8561    | 38         |           |         |